# Arthraxon jubatus
Arthraxon jubatus är en gräsart som beskrevs av Eduard Hackel. Arthraxon jubatus ingår i släktet Arthraxon och familjen gräs. Inga underarter finns listade i Catalogue of Life.